# Huineng
Dajian Huineng en chino, 大鑒惠能; pinyin: Dàjiàn Huìnéng; (Xinxing, 638 – Shaoguan, 713), fue un monje budista chino, el sexto y último patriarca del Zen, uno de los monjes más influyentes del budismo chino de la Escuela del Chan china y del Zen en general.
De él se dice que defendía la aproximación directa y espontánea a la práctica del budismo y a la iluminación, y se considera que fundó en el seno del budismo zen de la escuela de la iluminación súbita. Los estudios modernos han puesto en duda la autenticidad de sus biografías tradicionales y otros escritos sobre él.
Los estudiosos del siglo XX revelaron que la historia de la carrera budista de Huineng fue probablemente inventada por el monje Heze Shenhui, que afirmaba ser uno de los discípulos de Huineng y criticaba duramente las enseñanzas de Shenxiu.
Huineng es considerado el fundador de la escuela budista Chan del Sur de la "Iluminación Súbita", que se centra en la consecución inmediata y directa de la iluminación budista. El Sutra de la Plataforma del Sexto Patriarca (en chino tradicional, 六祖壇經), del que se dice que es un registro de sus enseñanzas, es un texto muy influyente en la tradición budista de Asia oriental.

### Fuentes

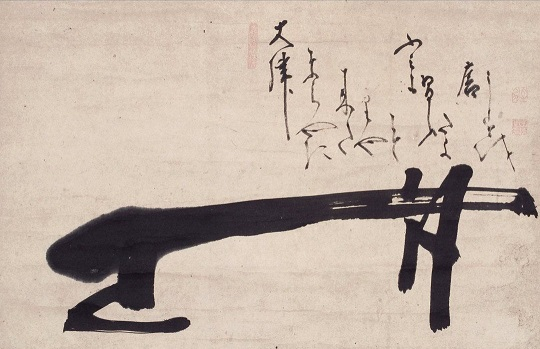
El Molino de Arroz del Sexto Patriarca, tinta sobre papel, 10,8 x 16,7 cm, Colección Shinwa-an.

## Biografía

### El Sutra de la Plataforma
La escritura del Sutra de la Plataforma del Sexto Patriarca se atribuye a un discípulo de Huineng llamado Fahai (法 海) y pretende ser un registro de la vida, conferencias e interacciones de Huineng con sus discípulos. Sin embargo, el texto muestra signos de haber sido construido durante un período de tiempo más largo y contiene diferentes capas de escritura. Según John McRae, es
"... una maravillosa mezcla de las primeras enseñanzas Chan, un depósito virtual de toda la tradición hasta la segunda mitad del siglo VIII. En el corazón del sermón se encuentra la misma comprensión de la naturaleza búdica que hemos visto en los textos atribuidos a Bodhidharma y Hongren, incluida la idea de que la naturaleza búdica fundamental solo se vuelve invisible para los seres humanos comunes a causa de sus ilusiones."

### Primeros años e introducción al budismo
Según la autobiografía de Huineng en el Sutra de la Plataforma, el padre de Huineng era de Fanyang, pero fue desterrado de su cargo en el gobierno y falleció a una edad temprana. Huineng y su madre quedaron en la pobreza y se mudaron a Nanhai, donde Huineng vendió leña para mantener a su familia. Un día, Huineng entregó leña a la tienda de un cliente, donde conoció a un hombre que recitaba el Sutra del diamante. "Al escuchar las palabras de la Escritura, mi mente se abrió y entendí". Preguntó por la razón por la que se cantaba el Sutra del diamante, y la persona dijo que venía del Monasterio de Meditación Oriental en el distrito de Huangmei de la provincia de Qi, donde vivía y impartía sus enseñanzas el Quinto Patriarca del Chan. El cliente de Huineng pagó sus diez taeles de plata y le sugirió que se reuniera con el Quinto Patriarca del Chan.

### Encuentro con el quinto patriarca del budismo Chan
Huineng llegó a Huangmei treinta días después y le expresó al Quinto Patriarca su solicitud específica de alcanzar la Budeidad. Dado que Huineng procedía de Guangdong y se diferenciaba físicamente de los chinos del norte locales, el Quinto Patriarca Hongren cuestionó su origen como "bárbaro del sur " y dudaba de su capacidad para alcanzar la iluminación. Huineng impresionó a Hongren con una clara comprensión de la omnipresente naturaleza de Buda en todos y convenció a Hongren de que lo dejara quedarse. El primer capítulo de la versión del canon Ming del Sutra de la plataforma describe la introducción de Huineng a Hongren de la siguiente manera:
El Patriarca me preguntó: "¿Quién eres y qué buscas?"
Le respondí: "Tu discípulo es un plebeyo de Xinzhou de Lingnan. He viajado lejos para rendirte homenaje y no busco nada más que la Budeidad".
"¡Así que eres de Lingnan, y un bárbaro! ¿Cómo puedes esperar convertirte en un Buda?" preguntó el Patriarca.
Respondí: "Aunque la gente existe como norteños y sureños, en la naturaleza búdica no hay ni norte ni sur. Un bárbaro se diferencia físicamente de Su Santidad, pero ¿qué diferencia hay en nuestra naturaleza búdica?'' 

### Concurso de poemas

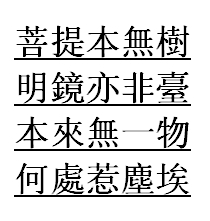
Versos de Huineng en chino.

Ocho meses después, el Quinto Patriarca convocó a todos sus seguidores y propuso un concurso de poemas para que sus seguidores demostraran la etapa de su comprensión de la esencia de la mente. Decidió pasar su túnica y enseñanzas al ganador del concurso, quien se convertiría en el Sexto Patriarca. Shenxiu, el principal discípulo del Quinto Patriarca, compuso una estrofa, pero no tuvo el valor de presentársela al maestro. En cambio, escribió su estrofa en la pared del corredor sur un día a la medianoche para permanecer en el anonimato. Los otros monjes vieron la estrofa y la elogiaron. La estrofa de Shenxiu es la siguiente:
El cuerpo es el árbol de la bodhi.
La mente es como el soporte de un espejo brillante.
En todo momento debemos esforzarnos por pulirlo
y no dejar que se acumule polvo.
El Patriarca no estaba satisfecho con la estrofa de Shenxiu y señaló que el poema no mostraba comprensión de "[su] propia naturaleza fundamental y esencia de la mente". Le dio a Shenxiu la oportunidad de presentar otro poema para demostrar que había atravesado la "puerta de la iluminación", para poder transmitir su túnica y el Dharma a Shenxiu, pero la mente del estudiante estaba agitada y no podía escribir una estrofa más.
Dos días después, el analfabeto Huineng escuchó la estrofa de Shenxiu cantada por un joven asistente en el monasterio y preguntó sobre el contexto del poema. El asistente le explicó el concurso de poemas y la cesión de la túnica y el Dharma. Huineng pidió que lo llevaran al corredor, donde también podría rendir homenaje a la estrofa. Le pidió a un funcionario de bajo rango llamado Zhang Riyong de Jiangzhou que le leyera el verso, y luego le pidió inmediatamente que escribiera una estrofa que él compuso.
Según McRae, "la versión más antigua del Sutra de la plataforma contiene dos versiones del verso de Huineng. La versión posterior contiene una versión de la estrofa de Huineng, algo diferente de las dos anteriores:

## Impacto histórico

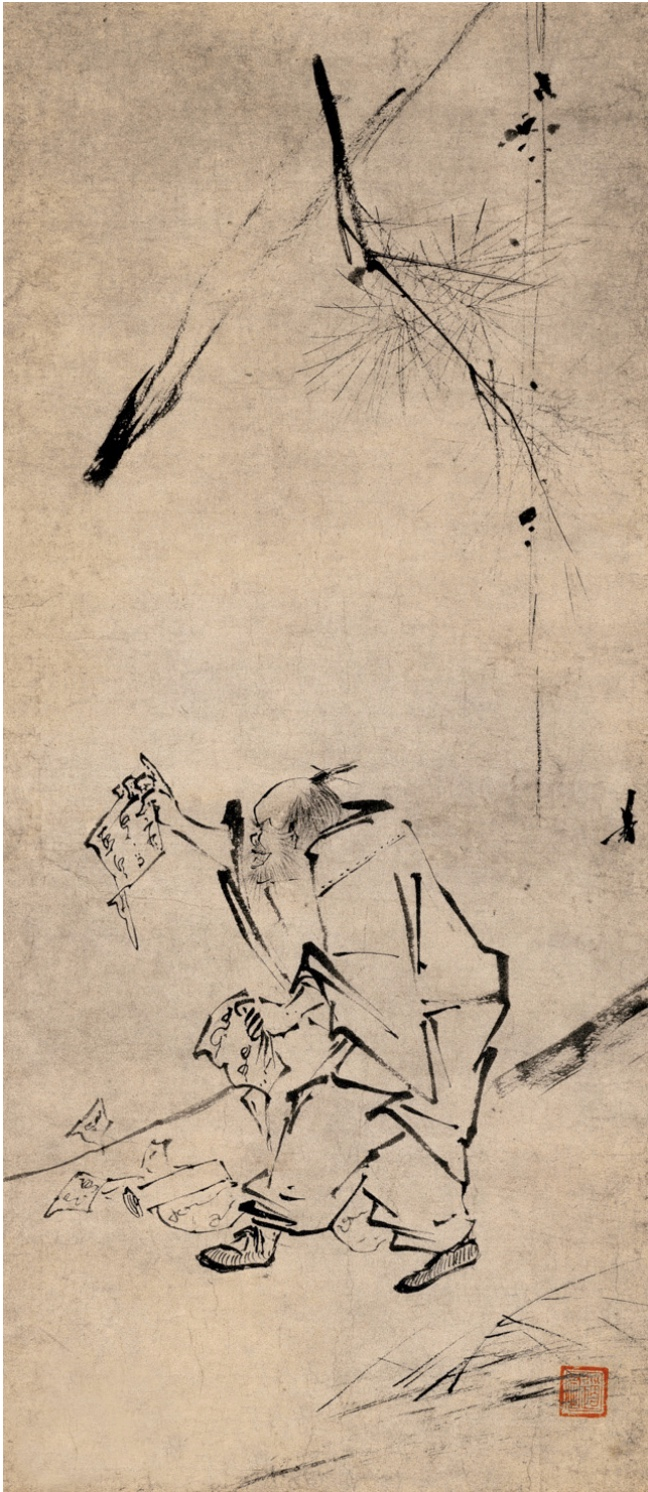
Liang Kai, el sexto patriarca que rompe un sutra, dinastía Song (960-1279 d. C.), tinta sobre papel, 72,9 x 31,6 cm, Museo Conmemorativo de Mitsu, Japón.

Según la historiografía moderna, Huineng fue una figura histórica marginal y oscura. La erudición moderna ha cuestionado su hagiografía, y algunos investigadores especulan que esta historia fue creada a mediados del siglo VIII, comenzando en 731 por Shenhui, quien supuestamente fue un sucesor de Huineng,  para ganar influencia en la Corte Imperial. Afirmó que Huineng era el sucesor de Hongren, en lugar del sucesor Shenxiu, entonces reconocido públicamente:
Fue a través de la propaganda de Shenhui (684-758) que Huineng (m. 710) se convirtió en la también hoy todavía imponente figura del sexto patriarca del budismo Chan / Zen, y fue aceptado como el antepasado o fundador de todos los linajes Chan posteriores [.. .] utilizando la vida de Confucio como modelo para su estructura, Shenhui inventó una hagiografía para el entonces muy oscuro Huineng. Al mismo tiempo, Shenhui forjó un linaje de patriarcas de Chan hasta el Buda utilizando ideas del budismo indio y el culto a los antepasados chinos. 
En 745, Shenhui fue invitado a establecerse en el templo de Heze en Luoyang. En 753, cayó en desgracia y tuvo que abandonar la capital para exiliarse. El más destacado de los sucesores de su linaje fue Guifeng Zongmi. Según Zongmi, el enfoque de Shenhui fue oficialmente sancionado en 796, cuando "una comisión imperial determinó que la línea sur de Ch'an representaba la transmisión ortodoxa y estableció a Shen-hui como el séptimo patriarca, colocando una inscripción a tal efecto en el templo de Shen-lung ".
Según Schlütter y Teiser, la biografía de Huineng explicada en el Sutra de la plataforma es una convincente leyenda de un laico analfabeto "bárbaro" que se convirtió en Patriarca del Budismo Chan. La mayor parte de lo que sabemos sobre Huineng proviene del Sutra de la plataforma, que consiste en el registro de una charla pública que incluye una autobiografía de Huineng, que era una hagiografía, es decir, una biografía de un santo que lo retrata como un héroe. para dar autoridad a las enseñanzas de Huineng. El Sutra se convirtió en un texto muy popular para circular, intentando aumentar la importancia de este linaje exclusivo de Huineng. Como resultado, la cuenta podría haber sido alterada a lo largo de los siglos. Shenhui (685-758) fue la primera persona en afirmar que Huineng era tanto un santo como un héroe. Como resultado de esta afirmación impugnada, se hicieron modificaciones al Sutra de la plataforma, una copia manuscrita del cual se encontró más tarde en Dunhuang.
Resulta que se sabía poco sobre Huineng antes del relato de Shenhui sobre él. "Se necesitaron todas las habilidades retóricas de Shen-hui y sus simpatizantes para darle forma al nombre Huineng"; por lo tanto, el personaje que Huineng describió por Shenhui no era completamente fáctico. En el Sutra de la plataforma, después del sermón de Huineng había una narración de Fahai, quien abordó algunas entrevistas entre Huineng y sus discípulos, incluido Shenhui. Es probable que "gran parte del Sutra de la plataforma se basó en los inventos de Shenhui", y la evidencia textual sugiere que "la obra fue escrita poco después de su muerte". Después de la muerte de Huineng, Shenhui quiso reclamar su autoridad sobre el budismo Chan, pero su posición fue desafiada por Shenxiu y Puji, quienes apoyaron el linaje del Norte que enseñaba la iluminación gradual. Es razonable suponer que esta autobiografía fue probablemente un intento de Shenhui de relacionarse con las figuras más renombradas del budismo zen, lo que esencialmente le permitió conectarse con el Buda a través de este linaje.
Un epitafio de Huineng, inscrito por el poeta establecido Wang Wei, también revela inconsistencias con el relato de Shenhui sobre Huineng. El epitafio "no ataca al norte de Chan y agrega nueva información sobre un monje, Yinzong (627-713), de quien se dice que tiene tonsurada a Huineng". Wang Wei era un poeta y un funcionario del gobierno, mientras que Shenhui era un propagandista que predicaba a la multitud, lo que nuevamente lleva a cuestionar su credibilidad.
"Hasta donde se puede determinar a partir de la evidencia sobreviviente, Shenhui poseía poca o ninguna información confiable sobre Huineng, excepto que era un discípulo de Hongren, vivía en Shaozhou y algunos seguidores de Chan lo consideraban un maestro de importancia regional". Parece que Shenhui inventó la figura de Huineng para sí mismo para convertirse en el "verdadero heredero de la única línea de transmisión del Buda en el linaje del sur", y esta parece ser la única forma en que podría haberlo hecho.
En una nota relacionada, las prácticas del budismo Chan, incluida la transmisión sin palabras y la iluminación repentina, eran muy diferentes del entrenamiento tradicional de un monje. Según Kieschnick, "los relatos de Chan ridiculizan cada elemento del ideal de erudito-monje que se había formado a lo largo de los siglos en la hagiografía tradicional", con ejemplos que se encuentran en la inmensa literatura del "período clásico".